# خرس تنبل سری‌لانکا
خرس تنبل سری‌لانکا (Melursus ursinus inornatus) زیرگونه ای از خرس تنبل است که عمدتاً در جنگل‌های خشک دشتی در جزیره سریلانکا یافت می‌شود.

## بوم‌شناسی
از آنجایی که همه‌چیزخوار است، از آجیل، انواع توت‌ها و ریشه‌ها و همچنین از مردار و گوشت تغذیه می‌کند. یکی از اصلی‌ترین مواد اولیه آن حشرات است که با پوزه بلند و بدون موی خود آنها را از کنده‌ها و درختان پوسیده پاک می‌کند. در غیر این صورت، به ندرت حیوانات را می‌کشد. خرس تنبل با پلنگ همدل است.

## وضعیت حفاظت
خرس تنبل سری‌لانکا با جمعیتی کمتر از ۱۰۰۰ نفر (جمعیت وحشی ممکن است کمتر از ۵۰۰ نفر باشد) در بسیاری از جمعیت‌های منزوی با کاهش جمعیت بسیار در معرض تهدید است. تخریب جنگل‌های طبیعی منطقه خشک تهدید اصلی آن است زیرا برخلاف سایر حیوانات بزرگ سریلانکا، خرس تنبل سریلانکا برای منبع غذایی خود به شدت به جنگل‌های طبیعی وابسته است. افزایش تعامل خرس تنبل و انسان نیز باعث درگیری‌های زیادی شده‌است. این درگیری‌ها شامل مرگ و جراحت به انسان، تلف شدن دام، آسیب به اموال و کشتار تلافی جویانه حیات وحش است که باعث ترس انسان از این گونه می‌شود.

## اهمیت فرهنگی
در زیستگاه بومی خود سری‌لانکا، این خرس در سینهالی والاها و در تامیل کارادی نامیده می‌شود. هر دو اصطلاح در انگلیسی به سادگی به " خرس " ترجمه می‌شوند.